# 芳那の水晶湖
芳那の水晶湖（はなのすいしょうこ）は、栃木県芳賀郡市貝町にある池。正式名称は塩田調整池（しおたちょうせいち）。

## 概要
芳賀台地に安定的な農業用水を確保することを目的として建設された人造湖で、1982年（昭和57年）に事業着手、1994年（平成6年）から建設を開始して2000年（平成12年）に竣工。ダム湖は用水の供給先である芳賀郡と那須郡および八角形の形状から「芳那の水晶湖」と命名された。2006年（平成18年）には隣接して市貝町芝ざくら公園がオープンしている。
第77回国民体育大会（いちご一会とちぎ国体）水泳競技オープンウォータースイミング（OWS）は2022年（令和4年）9月10日に当地で開催予定であったが、アオコが大量発生により開催中止となった。開催されていれば、国体史上初の人工湖でのOWS開催並びに栃木県初のOWS公式戦開催となるはずであった。